# Psyttalia sequentator
Psyttalia sequentator är en stekelart som först beskrevs av Fischer 1963.  Psyttalia sequentator ingår i släktet Psyttalia och familjen bracksteklar. Inga underarter finns listade i Catalogue of Life.